# Terminator (franchise)
Terminator is een mediafranchise bestaande uit een reeks sciencefictionfilms, een televisieserie, boeken en computerspellen. De franchise begon in 1984 met de film The Terminator.

## Verhaal
De franchise draait om een post-apocalyptische toekomst, waarin een zelfdenkend computersysteem genaamd Skynet de macht heeft gegrepen op aarde. Dit computernetwerk probeert nu de mensheid uit te roeien met behulp van geavanceerde robots/cyborgs genaamd terminators. De bekendste van deze Terminators is de T-800, gespeeld door Arnold Schwarzenegger.
De mensheid vecht terug tegen Skynet, onder leiding van John Connor. Daar Skynet John Connor als grootste bedreiging ziet voor zijn voortbestaan, stuurt het systeem een paar keer een Terminator terug in de tijd om John in het verleden te vermoorden.

## Films

### The Terminator
In deze film wordt een T-800 terminator teruggestuurd naar een tijd waarin John nog niet geboren is. Zijn doel is Johns moeder, Sarah Connor, te vermoorden. Het verzet stuurt als antwoord soldaat Kyle Reese terug in de tijd om Sarah te beschermen. Reese en Sarah krijgen een relatie, en uit deze relatie wordt John uiteindelijk geboren.

### Terminator 2: Judgment Day
Skynet onderneemt nog een poging John te doden. Ditmaal sturen ze een T-1000 terminator naar het verleden om de John op zijn 10e/13e (bronnen hierover spreken elkaar tegen) te vermoorden. Ditmaal stuurt het verzet een T-800 die ze hebben omgeprogrammeerd om John te dienen naar het verleden voor zijn bescherming. Samen met de terminator en zijn moeder probeert John Skynet te vernietigen door te voorkomen dat het netwerk ooit wordt gelanceerd.

### Terminator 3: Rise of the Machines
Ondanks dat John erin is geslaagd Cyberdyne te vernietigen, is de komst van Skynet nog steeds een feit. John is inmiddels een jonge volwassene. In een laatste poging John te doden stuurt Skynet een van zijn meest geavanceerde terminators, de T-X, naar het verleden. Ook ditmaal wordt John geholpen door een omgeprogrammeerde T-800.
Uiteindelijk blijkt de komst van Skynet onafwendbaar. Het beste wat John kan doen is zorgen dat hij de eerste aanval overleeft, en zich voorbereiden op zijn lot als leider van het verzet.

### Terminator Salvation
De film speelt zich af in post-apocalyptisch 2018. John Connor is opgevoed met het idee dat zijn lot het leiden van de opstand tegen Skynet en haar leger van terminators is. De toekomst die hij voorzag wordt veranderd door de komst van Marcus Wright, een vreemdeling wiens enige herinnering is dat hij op death row zat. Connor moet bepalen of Marcus gezonden is vanuit de toekomst, of gered is vanuit het verleden. Samen trekken ze ten strijde tegen Skynet.

### Terminator Genisys
In 2029 lijkt de overwinning op Skynet in zicht. Skynet geeft zich niet gewonnen en stuurt een T-800 met een tijdmachine naar 1984. John Connor stuurt Kyle Reese achter de T-800 aan. Het verleden is echter niet meer hetzelfde en John loopt door Skynet in een hinderlaag en wordt een T-3000. Om het voortbestaan van Skynet te garanderen wordt de T-3000 ingezet. Een omgeprogrameerde T-800 die al is verzonden tijdens Sarah's jeugd staat Sarah en Kyle bij tegen lancering van Genisys, de voorloper van Skynet, hiermee moeten ze een aantal terminators uitschakelen. Als het systeem van Genisys explodeert is het gevaar is geweken. Toch blijkt Skynet in de duisternis nog erger te zijn.

### Terminator: Dark Fate
Sarah Conor en een hybride cyborg met de naam Grace moeten de jonge vrouw Dani Ramos beschermen tegen een nieuwe gemodificeerde vloeibare terminator uit de toekomst, ook wel bekend als de Rev-9.

## Televisieserie

### Terminator: The Sarah Connor Chronicles
In 2008 verscheen de televisieserie Terminator: The Sarah Connor Chronicles. Deze serie speelt zich af na de gebeurtenissen uit Terminator 2, en draait om Sarah en John die nog altijd worden achtervolgd door terminators uit de toekomst. Ze worden ditmaal bijgestaan door een omgeprogrammeerde TOK715 onder de naam Cameron Phillips.

## Cast en personages
| Personage            | Films                 | Films                                          | Films                              | Films                | Films                 | Films                 | Tv-serie                                |
| Personage            | The Terminator        | Terminator 2: Judgment Day                     | Terminator 3: Rise of the Machines | Terminator Salvation | Terminator Genisys    | Terminator: Dark Fate | Terminator: The Sarah Connor Chronicles |
| -------------------- | --------------------- | ---------------------------------------------- | ---------------------------------- | -------------------- | --------------------- | --------------------- | --------------------------------------- |
| The Terminator       | Arnold Schwarzenegger | Arnold Schwarzenegger                          | Arnold Schwarzenegger              | Roland Kickinger     | Arnold Schwarzenegger | Arnold Schwarzenegger |                                         |
| John Connor / T-3000 |                       | Edward Furlong                                 | Nick Stahl                         | Christian Bale       | Jason Clarke          | Edward Furlong        | Thomas Dekker                           |
| Sarah Connor         | Linda Hamilton        | Linda Hamilton                                 |                                    |                      | Emilia Clarke         | Linda Hamilton        | Lena Headey                             |
| Kyle Reese           | Michael Biehn         | Michael Biehn (enkel in een verwijderde scène) |                                    | Anton Yelchin        | Jai Courtney          |                       | Jonathan Jackson                        |
| Peter Silberman      | Earl Boen             | Earl Boen                                      | Earl Boen                          |                      |                       |                       | Bruce Davison                           |
| T-1000               |                       | Robert Patrick                                 |                                    |                      | Lee Byung-hun         |                       |                                         |
| Miles Dyson          |                       | Joe Morton                                     |                                    |                      | Courtney B. Vance     |                       | Phil Morris                             |
| Danny Dyson          |                       | DeVaughn Nixon                                 |                                    |                      | Dayo Okeniyi          |                       | Shawn Prince                            |
| Kate Brewster        |                       |                                                | Claire Danes                       | Bryce Dallas Howard  |                       |                       |                                         |
| T-X                  |                       |                                                | Kristanna Loken                    |                      |                       |                       |                                         |
| Cameron Phillips     |                       |                                                |                                    |                      |                       |                       | Summer Glau                             |
| Derek Reese          |                       |                                                |                                    |                      |                       |                       | Brian Austin Green                      |
| Cromartie            |                       |                                                |                                    |                      |                       |                       | Owain Yeoman Garret Dillahunt           |
| Marcus               |                       |                                                |                                    | Sam Worthington      |                       |                       |                                         |
| Barnes               |                       |                                                |                                    | Common               |                       |                       |                                         |
| O'brien              |                       |                                                |                                    |                      | J.K. Simmons          |                       |                                         |

## Andere media

### Boeken
Alle drie de films zijn verwerkt tot boeken. Daarnaast zijn er ook andere boeken gebaseerd op de films uitgegeven.
- The Terminator door Shaun Hutson (1984)
- The Terminator door Randall Frakes (1991)
- Terminator 2: Judgment Day door Randall Frakes (1991)
  - T2: Infiltrator serie door S.M. Stirling
    - T2: Infiltrator (2002)
    - T2: Rising Storm (2003)
    - T2: The Future War (2004)

  - Terminator 2: The New John Connor Chronicles door Russell Blackford
    - Dark Futures (2002)
    - An Evil Hour (2003)
    - Times of Trouble (2003)

  - Terminator 2: Hour of the Wolf door Mark W. Tiedemann (2004)
- Terminator 3: Rise of the Machines door David Hagberg (2003)
  - T3: Terminator Dreams door Aaron Allston (2004)
  - T3: Terminator Hunt door Aaron Allston (2005)
- T-2: Judgment Day Book of the Film door Cameron/Wisher (1991)
- The Making of T-2: Judgment Day door Shay/Duncan (1991)
- Terminator 3: ROTM - Prima's Offical Strategy Guide (2003)

### Strips en graphic novels
In 1988 publiceerde NOW Comics een stripserie over The Terminator, met John Connor als hoofdpersoon. Deze strip speelde zich af tijdens de oorlog in 2029, nadat John Kyle Reese heeft teruggestuurd in de tijd. Deze serie liep 17 delen. Daarna werd hij opgevolgd door twee miniseries.
Dark Horse Comics verkreeg de rechten op de franchise in 1990, en publiceerde een stripreeks getiteld The Terminator, waarin een groep menselijke soldaten en vier terminators terugkeren in de tijd om de ontwikkelaars van Skynet te vermoorden of te beschermen. Deze serie werd opgevolgd door Secondary Objectives, waarin de enige nog leven de terminator wordt omgeprogrammeerd om Sarah Connor te beschermen.
Dark Horse publiceerde in 1992 een enkele strip geschreven door James Dale Robinson, en getekend door Matt Wagner. Hierin vechten een terminator en een soldaat om een andere Sarah Connor, Sarah Lang. Het volgende jaar verscheen de miniserie Hunters and Killers, die zich afspeelt tijdens de oorlog.
Onder de strips bevinden zich een aantal crossovers met onder andere RoboCop, Superman en Alien vs. Predator.
Malibu Comics publiceerde in 1995 twee series over The Terminator. De eerste is een vervolg op Terminator 2: Judgement Day. De tweede is een prequel op de eerste film, die toont hoe Reese terug in de tijd wordt gestuurd, en later de T-800.
Beckett Comics publiceerde drie series te promotie van Terminator 3: Rise of the Machines, elk bestaande uit twee delen.

### Spellen
De franchise is uitgebreid met een groot aantal videospellen, en andere type spellen zoals ruilkaartspellen. Deze focussen zich vaak meer op de oorlog dan op het tijdreizen.
- The Terminator (DOS)
- The Terminator (NES)
- The Terminator
- The Terminator 2029
- The Terminator (SNES)
- RoboCop versus The Terminator
- The Terminator: Rampage
- The Terminator: Future Shock
- SkyNET
- T2: The Arcade Game
- Terminator 2: Judgment Day (NES)
- Terminator 2: Judgment Day (Game Boy)
- Terminator 2: Judgment Day (Ocean Software)
- Terminator 2: Judgment Day (flipperkast)
- Terminator 2: Judgment Day (videospel)
- Terminator 2: Judgment Day - Chess Wars
- The Terminator: Dawn of Fate
- The Terminator (mobiele telefoon)
- Terminator 3: Rise of the Machines (videospel)
- Terminator 3: War of the Machines
- Terminator 3: Rise of the Machines (flipperkast)
- Terminator 3: The Redemption
- The Terminator: I'm Back!
- Terminator Revenge
- Terminator Salvation (videospel)

### Attracties
- T2 3-D: Battle Across Time, in Universal Orlando en Universal Studios Hollywood.
- Terminator: The Ride, in Six Flags Magic Mountain. Dit is een Rollercoaster die in 2009 open zal gaan ter promotie van Terminator Salvation

## Chronologie
Na de film “Terminator 2” splitst de verhaallijn van de franchise zich in twee delen. De film Terminator 3 en de serie Terminator: The Sarah Connor Chronicles spelen zich beide na deze film af, maar in verschillende tijdlijnen. Derhalve hebben de gebeurtenissen uit de derde film geen invloed op de televisieserie, en vice versa.
Veel van de boeken en strips spelen zich eveneens af in andere tijdlijnen, die niets te maken hebben met de films of de televisieserie.